# Kaunaský kraj
Kaunaský kraj (litevsky Kauno apskritis) je jedním z deseti litevských krajů, nachází se v centru země a jeho hlavním městem je Kaunas. Dalšími významnými městy jsou Jonava a Kėdainiai. Kraj se rozkládá na ploše 8089 km² a žije zde téměř 600 000 obyvatel.